# Open Road
Open Road es el octavo álbum de estudio del cantautor británico Donovan y el disco debut de su banda de corta duración, Open Road. Aunque sus álbumes previos consistían de composiciones suyas grabadas con el soporte de una variedad de músicos de sesión, Open Road fue su primer disco como miembro de una agrupación, en la que participaron los músicos Mike Thomson y John Carr. Fue grabado en los Estudios Morgan de Londres y publicado en 1970.

## Lista de canciones
Todas escritas por Donovan Leitch.
Lado A
1. "Changes" – 2:56
2. "Song for John" – 2:43
3. "Curry Land" 4:38
4. "Joe Bean's Theme" – 2:52
5. "People Used To" – 4:09
6. "Celtic Rock" – 3:37

Lado B
1. "Riki Tiki Tavi" – 2:55
2. "Clara Clairvoyant" – 2:57
3. "Roots of Oak" – 4:53
4. "Season of Farewell" – 3:25
5. "Poke at the Pope" – 2:47
6. "New Year's Resovolution" – 4:45

## Músicos
- Donovan Leitch – guitarra, arpa, voz
- Mike Thomson – guitarra, bajo, voz
- John Carr – batería, voz